# Governo neoparlamentare
Il governo neoparlamentare è una particolare forma di governo teorizzata dal politologo francese Maurice Duverger. Consiste in un rapporto fiduciario molto più stretto rispetto a quanto avvenga in una repubblica parlamentare.
L'esecutivo riceve la fiducia dal Parlamento, ma un'eventuale crisi di governo comporta l'automatico scioglimento del Parlamento.

## Nel mondo

### In Israele
In Israele tale forma di governo fu adottata con la riforma degli organi di governo. Il governo "neoparlamentare" o governo di legislatura, comporta l'elezione diretta del capo di governo: così è stato in Israele dopo la riforma e così è in Italia per quanto riguarda le regioni e gli enti locali. In Israele, tuttavia, questa forma di governo è stata abbandonata nel 2001 in favore di un ritorno al parlamentarismo classico.

### In Italia
Negli enti locali, come le regioni italiane, l'organo esecutivo (il Presidente della Regione o della Provincia, o per i comuni il Sindaco) è legato al legislativo in base al principio "simul stabunt, simul cadent" ("insieme staranno, insieme cadranno").
Un esempio del principio che lega indissolubilmente il presidente di una regione italiana all'assemblea legislativa è dato dagli artt. 41 (commi 7-8) e 22 (comma 4) dello Statuto della regione Puglia.
La riforma costituzionale del 2005 (non approvata) prevedeva, in Italia, oltre al federalismo, anche la riforma degli organi di governo in senso "neoparlamentare", con la possibilità però per il parlamento, una volta sfiduciato il capo di governo, di evitare elezioni anticipate tramite la cosiddetta sfiducia costruttiva, ossia indicando un altro possibile capo di governo.